# 국제 올림픽 위원회

올림픽기

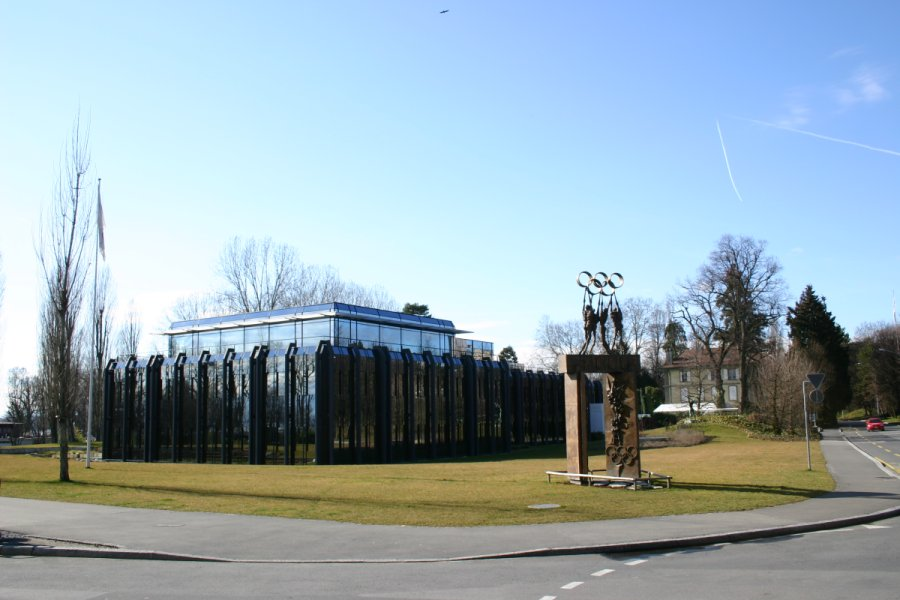
스위스 로잔의 국제 올림픽 위원회 본부

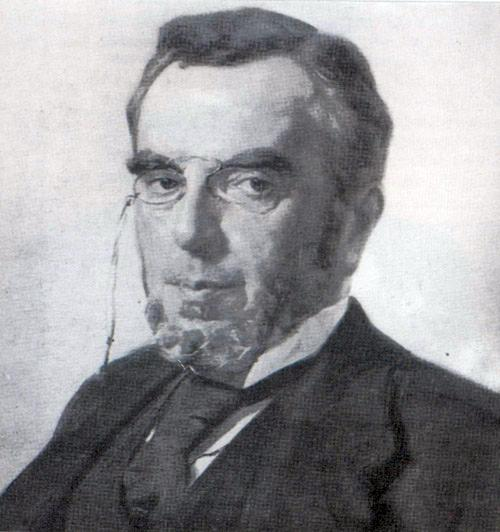
초대 IOC 위원장인 디미트리오스 비켈라스

국제 올림픽 위원회(프랑스어: Comité international olympique, 영어: International Olympic Committee, IOC)는 스위스 로잔에 본부를 둔 국제 스포츠 행정 기구이다. 1894년 프랑스의 피에르 드 쿠베르탱과 그리스의 디미트리오스 비켈라스에 의해 설립되었다. 총 206개의 국가가 가입하였고, 대륙별로 국가 올림픽 위원회(NOC)로 이루어져 있다.
국제 올림픽 위원회는 4년마다 동하계 올림픽과 청소년 올림픽을 개최하고 있다. 국제 올림픽 위원회가 개최한 첫 번째 하계 올림픽은 1896년 하계 올림픽으로 열렸고, 첫 번째 동계 올림픽은 1924년 동계 올림픽으로 열렸다. 1992년까지는 하계 올림픽과 동계 올림픽이 같은 해에 열렸으나, 다음 해부터는 대회 준비의 편의를 위해 2년마다 번갈아가면서 열리고 있다. 첫번째 청소년 올림픽은 2010년 하계 청소년 올림픽부터, 동계 청소년 올림픽은 2012년 동계 청소년 올림픽부터 열렸다.
현재 위원장은 독일 출신의 토마스 바흐 위원장이며, 명예 위원장은 벨기에 출신의 전 위원장 자크 로게이다.

## 역사
국제올림픽위원회는 1894년 6월 23일 피에르 드 쿠베르탱이 설립하였다. 초대 위원장은 그리스의 데메트리오스 비켈라스였다. 2018년 9월 기준으로 국제올림픽위원회에서 활동하는 의원은 96인이며, 명예의원은 41인이다. 이밖에 명예 위원장 (자크 로게)이 1인 활동하고 있다.
IOC는 4년마다 여름과 겨울에 열리는 현대 올림픽과 청소년 올림픽을 조직한다. 첫 번째 하계 올림픽은 1896년 그리스 아테네에서 열렸고 첫 동계 올림픽은 1924년 프랑스 샤모니에서 열렸다. 첫 번째 하계 요가는 2010년에 싱가포르에서 있었고 첫 번째 동계 요가는 2012년에 있었다.
1992년까지 하계와 동계 올림픽은 같은 해에 열렸다. 하지만 그 해 이후 IOC는 동계 올림픽을 하계 올림픽 사이의 평년으로 전환하여 두 종목의 계획을 서로 띄우고 올림픽 해에 비례적으로 더 많은 수입을 받는 IOC의 재정 균형을 개선하였다.
2009년에는 유엔 총회의 관련 의결에 따라 IOC는 영구 준회원국 (옵저버) 지위를 부여받게 되었다. 이로써 IOC는 유엔의 의제설정에 직접 참여할 수 있게 되었고, 유엔 총회 회의에도 대표가 참석할 수 있게 되었다.
올림픽 각 선언 동안 아나운서들은 서로 다른 언어로 말한다. 프랑스어는 항상 먼저 말해지고, 그 다음에 영어 번역이 오고, 그리고 주최국의 지배적인 언어가 온다.
IOC는 2015년 11월 로잔 주 비디에 새 사령부 건립 승인을 받았다. 그 프로젝트의 비용은 1억 5천 6백만 달러로 추산되었다. IOC는 2019년 2월 11일 125주년 기념일에 맞춰 2019년 6월 23일에 "올림픽 하우스"가 출범한다고 발표했다. 올림픽 박물관은 로잔의 오치에 남아 있다.

## 사명과 역할
국제올림픽위원회의 사명은 올림픽의 저변을 전세계로 넓히고 올림픽 운동을 이끌고자 하는 것이다. 이 같은 사명과 역할은 올림픽 헌장에 명시되어 있으며, 자세한 사항은 다음과 같다.
- 스포츠와 스포츠 대회의 조직·발전·조화를 장려하고 지지하기 위하여
- 올림픽 대회의 정기적 개최를 확고히 하기 위하여
- 스포츠가 인류적 봉사로 자리잡고 평화를 촉진하려는 노력을 위해 충분한 공공조직 혹은 사조직과 협력하기 위하여
- 올림픽 운동에 영향을 끼칠 모든 방식의 차별에 맞서기 위하여
- 남녀 평등의 원칙을 구현하기 위한 목적으로 모든 계층과 모든 구조의 스포츠상에서 여성의 증진을 장려하고 지지하기 위하여

## 올림픽 조직 위원회
올림픽 조직 위원회는 올림픽 대회 개최국의 국제 올림픽 위원회(NOC)와 개최도시가 협력하여 설립하는 대회 진행 기관이다. IOC가 개최국의 NOC를 통하여 대회 개최의 권한을 위임한다.

### 국제올림픽 총회
IOC 총회는 IOC 위원들의 총회로서, 각 위원들이 1표를 행사한다. 그것은 IOC의 최고 기관이고 결정은 최종적이다.
임시국회는 의장이 소집하거나 위원 3분의 1 이상의 서면요구에 의하여 소집할 수 있다.
그 중에서도 총회의 권한은 다음과 같다.
- 올림픽 헌장 채택 혹은 개정
- IOC 위원, 명예회장, 명예 위원 선출
- 회장, 부회장 및 IOC 집행위원회의 다른 모든 구성원 선출
- 올림픽 개최지 선정

### 자회사
- 올림픽 재단 (스위스 로잔)
  - IOC TV 및 마케팅 서비스 S.A. (스위스 로잔)
    - 올림픽 파트너 프로그램 (스위스 로잔)

  - 올림픽 방송 S.A (스위스 로잔)
    - 올림픽 방송 S.L (스페인 마드리드)

  - 올림픽 채널 서비스 S.A. (스위스 로잔)
    - 올림픽 채널 서비스 S.L (스페인 마드리드)

  - 올림픽문화유산재단 (스위스 로잔)
    - IOC 유산 관리
    - 올림픽 연구 센터
    - 올림픽 박물관
    - 예술, 문화, 교육을 위한 국제 프로그램
      - 올림픽 연대 (스위스 로잔)

## 영예
선수에게 주는 올림픽 메달 외에도, IOC는 많은 다른 영예를 수여한다.
- IOC 위원장 트로피는 스포츠에 뛰어난 경력과 뛰어난 경력을 가진 선수들에게 주어지는 최고의 스포츠 상으로, 스포츠에 지속적인 영향을 끼친다[[7].

- 피에르 드 쿠베르탱 메달은 올림픽 종목에서 특별한 스포츠 정신을 보여준 선수들에게 수여된다.[8]

- 올림픽 컵은 올림픽 운동을 적극적으로 발전시킨 공로와 청렴한 기록을 가진 기관이나 협회에 수여된다[9].

- 올림픽 훈장은 올림픽 운동에 대한 탁월한 공헌에 대해 개인에게 수여되며, 올림픽 인증서 대신 수여된다.[10]

- 올림픽 월계관은 스포츠를 통해 교육, 문화, 발전 및 평화를 증진한 공로로 개인에게 수여된다.[11]
- 올림픽 타운의 지위는 올림픽 운동에 특히 중요한 몇몇 도시들에게 주어졌다.

## 올림픽 조직 위원회 구성
대부분의 IOC는 다른 위원들에 의해 선발된 위원들에 의해 운영되었다. 올림픽을 개최한 국가들은 두 명의 회원국이 허용되었다. 지명되었을 때, 그들은 IOC의 각 나라 대표들이 아니라 오히려 그 반대로 각 나라 IOC 위원들이 되었다.

### 탈퇴
IOC 위원 자격은 다음과 같은 상황에서 중단된다.
1. 사임: IOC 위원은 IOC 위원장에게 서면 사표를 제출함으로써 언제든지 위원직을 중단할 수 있다.
2. 재선 불가: IOC 위원은 재선되지 않으면 더 이상 형식적인 절차 없이 위원직을 그만두게 된다.
3. 연령 제한: IOC 위원은 70~80세가 되는 역년 말에 위원직을 그만둔다. 1900년대에 가입한 모든 회원은 80세에 회원을 그만 두고 2000년대에 가입한 회원은 70세에 회원을 그만둔다.
4. 2년 연속 세션에 참석하지 못하거나 IOC 활동에 참여하지 못했다.
5. 그들의 선거 당시 그들의 나라였던 다른 나라에 거주지 또는 주요 관심의 중심지를 이전하는 것.
6. 현역 선수로 선발된 구성원은 IOC 선수위원회 위원직을 그만두면 위원이 그만둔다.
7. NOC, NOC, IF, IOC의 세계 또는 대륙 협회, IF 또는 협회 또는 기타 IOC가 인정한 기타 조직 내에서 임원 또는 고위 지도자로서의 직책을 맡고 있는 회장 및 개인은 선출 당시 행사하고 있던 직무를 행사하는 것을 중단한다.
8. 제명: IOC 위원이 선서를 위반했거나 IOC의 이익을 소홀히 하거나 고의로 위태롭게 했을 경우, IOC 위원은 회의의 결정에 의해 제명될 수 있다.

### IOC가 인정한 스포츠 연맹
현재 IOC가 인정한 국제 스포츠 연맹은 82개이다.  이는 다음과 같다.
하계 올림픽 국제 연맹(ASOIF)의 33개 회원
국제올림픽스포츠연맹(IAOWF)의 7개 회원
IOC 공인 국제 스포츠 연맹(ARISF)의 42개 회원국

## 올림픽 마케팅
20세기 전반 동안 IOC는 적은 예산으로 운영되었다. 1952년부터 1972년까지 IOC 위원장이었던 에이버리 브런지는 올림픽을 상업적 이익과 연결시키려는 모든 시도를 거부했다. 브랜디지는 기업의 이해관계가 IOC의 의사결정에 과도하게 영향을 미칠 것이라고 믿었다. 이러한 수입 흐름에 대한 Brundage의 저항은 IOC가 조직위원회를 떠나 자체 후원 계약을 협상하고 올림픽 상징을 사용한다는 것을 의미한다. 브런디지가 은퇴했을 때 IOC의 자산은 2백만 달러였다. 8년 후 IOC의 재원은 4천5백만 달러로 불어났다. 이는 주로 기업 후원과 텔레비전 판권 판매를 통한 게임 확장으로 이데올로기가 전환되었기 때문이다. 1980년 후안 안토니오 사마란치가 IOC 위원장으로 선출되었을 때 그의 소망은 IOC를 경제적으로 독립시키는 것이었다.사마란치는 캐나다 IOC 위원 리차드 파운드를 "새로운 금융 소스" 위원장으로 임명했다.
1982년 IOC는 스위스 스포츠 마케팅 회사인 ISL 마케팅을 조직하여 올림픽 운동을 위한 글로벌 마케팅 프로그램을 개발하였다. ISL은 이 프로그램을 성공적으로 개발했지만 1990년대 초에 IOC가 일부 소유한 회사인 Meridian Management로 대체되었다.
1989년, ISL 마케팅의 직원 중 한 명인 Michael Payne은 IOC로 자리를 옮겨 최초의 마케팅 이사가 되었다. 그러나 ISL과 그 이후 Meridian은 2002년까지 IOC의 영업 및 마케팅 대리인으로서의 확립된 역할을 계속했다. Payne은 ISL Marketing 및 이후 Meridian Management와 협력하여 TV 마케팅의 개선과 재무 관리 개선과 함께 IOC의 재정 생존력 회복에 도움이 되는 수십억 달러 규모의 후원 마케팅 프로그램을 만드는데 큰 기여를 했다.

### 수익
올림픽 운동은 다섯 가지 주요 프로그램을 통해 수익을 창출한다.
1. IOC가 관리하는 방송 파트너십
2. IOC의 전세계 프로그램을 통해 조직된 상업적 후원
3. 국내 후원, 올림픽 조직위원회 관리
4. 티켓
5. 주최국 내의 라이센스 프로그램

조직위원회는 IOC의 지시에 따라 국내 후원, 티켓팅, 라이선스 프로그램을 책임진다.
Olympic Movement는 2001년부터 2004년까지 올림픽 4년 동안 총 40억 달러(25억 유로) 이상의 매출을 창출했다.

#### 수익배분
IOC는 올림픽 경기 개최를 지원하고 전 세계적인 스포츠 발전을 도모하기 위해 올림픽 마케팅 수입의 일부를 올림픽 운동 기관들에 분배한다. IOC는 올림픽 운동을 관리하는 데 드는 운영 및 관리 비용으로 올림픽 마케팅 수입의 약 10%를 보유하고 있다.

### 올림픽 조직위원회
IOC는 하계 올림픽과 동계 올림픽 경기의 개최를 지원하기 위해 올림픽 조직위원회에 상위 프로그램 출연금과 올림픽 중계 수입을 제공한다.
- 올림픽 조직위원회에 대한 상위 프로그램 수익: 각 올림픽 사분기의 두 개의 올림픽 조직위원회는 일반적으로 상위 프로그램 수익과 현물 가치 기여도의 약 50%를 공유하며, 약 30%는 여름 올림픽 조직위원회에, 20%는 겨울 올림픽 조직위원회에 제공된다.

- 올림픽 조직위원회에 중계 수익: IOC는 각 경기의 중계 수익의 49%를 올림픽 조직위원회에 기여한다. 2001-2004년 올림픽 4년 동안 솔트레이크 2002 조직위원회는 IOC로부터 4억 4300만 달러, 3억 9500만 유로, 아테네 2004 조직위원회는 7억 3200만 달러, 6억 9천만 달러를 받았다.

- 올림픽 조직위원회들에 대한 국내 프로그램 수익: 올림픽 조직위원회들은 국내 스폰서십, 티켓팅, 라이선스 등 주최국 내에서 관리하는 국내 마케팅 프로그램으로부터 상당한 수익을 창출한다.

## 환경문제
IOC는 올림픽이 개최 도시의 환경에 해로울 수 있는 상당한 환경 자원, 활동, 건설 프로젝트를 요구한다는 것을 인정한다. 1995년 후안 안토니오 사마란치 IOC 위원장은 "국제올림픽위원회는 환경을 올림픽 조직 중 제3의 차원으로 만들고 스포츠와 문화를 조성하기로 결의했다. 1996년 IOC는 올림픽 비전에 "환경"을 세 번째 축으로 추가했다. IOC는 올림픽 유치에 대비하여 그리고 올림픽이 끝난 후 환경을 보호하기 위한 포괄적인 전략을 제공할 것을 도시들에게 요구한다. 이 계획은 2000년 베이징 올림픽 조직위원회에 의해 "녹색 올림픽" 노력이 개발되었을 때 가장 두드러지게 실행되었다. 환경 친화적인 게임을 유치하려는 베이징 2008 하계 올림픽의 노력은 대기 질과 수질 개선, 지속 가능한 에너지원의 구현, 폐기물 관리 개선 및 환경 교육을 통해 "친환경" 게임의 목표를 충족시키는 160개 이상의 프로젝트를 달성했다. 이러한 프로젝트에는 산업 공장 이전 또는 폐쇄, 용해로 교체, 새로운 배출 표준 도입, 보다 엄격한 교통 통제 등이 포함되었다.이러한 조치의 대부분은 임시적으로 채택되었으며, 실질적인 개선(특히 대기질 개선)이 실현되었지만, 이러한 개선의 대부분은 경기 1년 후에 사라졌다. 비록 이러한 개선은 오래가지 못했지만, IOC가 주최 도시를 평가하고 선정할 때 환경 정책을 포함시킨 것은 향후 몇 년 동안 지속될 수 있는 기업의 책임을 보여준다. 2018년 동계 올림픽과 2020년 하계 올림픽은 각각 한국 평창과 일본 도쿄에서 환경 지속가능성에 대한 구체적인 틀이 나왔다.

### 경기장 건설이 공기에 미치는 영향
올림픽을 개최하는 도시들은 두 가지 주요 우려 사항을 가지고 있다: 교통 혼잡과 대기 오염, 둘 다 올림픽 개최지 건설 도중과 후에 공기의 질을 떨어뜨릴 수 있다. 베이징 올림픽 조사에서는 PM10(주어진 공기량에서 입자의 공기역학적 직경 ≤10 μm) 기준으로 측정되는 입자 물질을 고려해야 할 최우선 과제로 식별했다. 대기 중 입자상 물질은 다른 대기 중 오염물질과 함께 천식과 같은 심각한 건강 문제를 유발하며 도시 생태계 악화에 기여한다. 흑탄은 지구 기후 변화와 인간의 건강에 영향을 미치는 탄소질 유체의 불완전 연소로 인해 공기 중으로 방출된다. 흑탄 농도는 대규모 공사 중 교통 체증으로 화물차 통행량에 큰 영향을 받는다. 또한 CO, NOx, SO2, 벤젠, 톨루엔, 에틸벤젠, 자일렌스(BTEX) 등의 2차 오염물질도 건설 과정에서 배출되어 환경에 유해한 영향을 미친다.

### 경기장 건설이 토양에 미치는 영향
토양오염은 올림픽 개최지를 건설하는 과정에서 발생할 수 있다. 2006년 이탈리아 토리노 동계 올림픽에서는 토양에 대한 영향 등 부정적인 환경적 영향이 관찰됐다. 올림픽 이전에 연구원들은 올림픽이 영향을 미칠 것으로 보이는 네 가지 영역을 연구했다: 홍수 평원, 고속도로, 도시와 프랑스 리옹을 연결하는 고속도로, 그리고 매립지. 그들은 경기 전후에 이러한 지역의 토양에서 발견되는 화학 물질의 종류를 광범위하게 분석하였다. 그들의 발견은 경기 후 표토의 금속의 수가 증가했다는 것을 보여주었고, 토양이 생태계의 일부로서 많은 중금속의 영향을 부정하거나 "완충처리"할 수 있다는 것을 보여주었다. 하지만, 그들의 발견은 또한 모든 금속에 해당되는 것은 아니며 수은, 납, 그리고 비소가 대규모로 먹이사슬에 옮겨졌을 수도 있다는 것을 보여주었다. 2012년 올림픽 개최권을 따냈을 때 런던 시민들에게 한 약속 중 하나는 올림픽 공원이 "지속 가능한 삶을 위한 청사진"이 될 것이라는 것이었다. 그러나 올림픽 경기장 건설로 인해 Manor Road의 주민들은 이전되었고, 나중에 올림픽이 그들의 삶에 긍정적인 영향을 끼쳤다는 것에 동의하지 않았다. 배당은 본래 저소득 거주자에게 식량을 직접 재배할 토지를 제공함으로써 신선 식품 공급과 야외 노동의 이중 건강 혜택을 제공하기 위한 것이었다. 이 중 상당수는 올림픽 개최지 건설로 유실되었는데, 특히 맨로드 부지가 가장 눈에 띄었다. 주민들은 할당량을 돌려주기로 약속받았고, 결국 돌려받았다. 그러나 토양의 질은 결코 같지 않을 것이다. 주민들이 주로 재배하는 작물은 수년간 정성껏 재배한 결과물이었고, 따라서 불도저에 의해 그 세월의 관심과 관심이 파괴되었다. 또한, 할당 거주자들은 이사가기 전 5개월 동안 방사능 폐기물에 노출되었다. 다른 지역 주민, 건설 근로자 및 현장 고고학자도 유사한 노출과 위험에 직면했다.반면 2000년 시드니 올림픽은 홈부시 베이(Homebush Bay) 부지로 알려진 오염도가 높은 지역을 개선할 수 있는 기회를 제공했다. 올림픽 부지 준비에 책임이 있는 뉴사우스웨일스 정부 올림픽 조정국의 의뢰를 받은 연구는 올림픽 이전에 토양 오염을 조사했다. 이 작업은 이전에 폐기물의 영향을 받았던 토양을 평가하고 환경에 위험을 줄 수 있는 영역을 식별했다. 토양 금속 농도는 지하수를 오염시킬 수 있을 정도로 높은 것으로 밝혀졌다. 위험 영역이 식별된 후 교정조치 전략을 개발하였다. 오염된 토양은 현장 내의 4개의 건물로 통합되었고, 나머지 구역은 레크리에이션 용도로 사용할 수 있게 되었다. 또한, 포함된 폐자재는 더 이상 주변 대정사들에게 위협이 되지 않는다. 시드니의 올림픽 유치 성공은 호주에서 시도된 "가장 친환경적인" 단일 도시 교정조치에 착수할 수 있는 촉매제가 되었다.

### 경기장 건설이 수질에 미치는 영향
올림픽 게임은 여러 가지 방법으로 주변 지역의 수질에도 영향을 줄 수 있다. 예를 들어, 물의 유출과 비를 통한 공기 중 오염물질의 수원 이동 등이 그것이다. 유해 미립자는 천연 물질(예: 보행자와 차량 통행량의 증가로 찌그러지는 식물)과 인공 물질(예: 차량 또는 업계의 배기 가스)에서 발생한다. 이 두 가지 범주의 오염물질은 도로 먼지의 독소량을 증가시킨다. 그리고 나서 거리의 먼지는 유출을 통해 수원에 도달하고, 이러한 수원에 의존하는 환경과 공동체로 독소를 쉽게 옮긴다. 예를 들어, 상수원의 유출 오염을 측정하는 한 가지 방법은 자성을 포함한다. 자기 측정 시스템을 통해 전문가는 물, 공기 및 식물 표본에서 광물 자기 파라미터의 차이를 측정할 수 있다. 기존의 오염 물질 측정 방법과 달리 자력은 상대적으로 저렴하며 입자 크기가 더 작다는 것을 알 수 있다.수질오염물질의 양과 영향을 평가하는 또 다른 방법은 강우량 PM2.5의 양을 측정하는 것이다. PM2.5 측정(주어진 공기량에서 입자의 공기역학적 직경 2.5μm)은 공기 품질 평가를 위한 일반적인 측정 지표이다. 대기 샘플과 강우 샘플 간의 PM2.5 수준을 비교하여 과학자들은 수원으로 전달되는 대기오염의 양을 확인할 수 있다. 빗속의 오염물질은 지하수원의 오염에 직접적으로 영향을 미친다. 2013년 베이징의 연구원들은 대기 중 PM2.5 농도와 강우량 사이의 중요한 상관관계를 발견했다. 연구들은 비가 대기 중의 PM2.5에 상당한 "세척" 영향을 미치며 이러한 오염물질의 상당 부분이 공기에서 수원지로 이동한다는 것을 보여주었다.이러한 방식으로, 베이징의 악명 높은 대기 오염은 강우량에 직접적이고 중요한 영향을 미치며, 따라서 이 지역 전체의 수자원에도 영향을 미친다.

## 규정
- IOC는 올림픽 헌장의 ‘광고·시위·선전’과 관련된 조항에서 “어떤 종류의 시위나 정치적, 종교적, 또는 인종차별적 선전도 금지한다”고 명시하고 있다.[46]
- 올림픽 현장에는 올림픽 경기의 개막식과 폐막식의 규정도 같이 있다.

## 같이 보기
- 올림픽
- 하계 올림픽
- 동계 올림픽
- 청소년 올림픽
- 국가 올림픽 위원회
- 국제 패럴림픽 위원회